# Bugatti Type 54
Pour les articles homonymes, voir Bugatti (homonymie) et 54.
La Bugatti Type 54 est une voiture de sport de Grand Prix automobile du constructeur automobile Bugatti, conçue par Ettore Bugatti et Jean Bugatti (père & fils) à 12 exemplaires entre 1932 et 1934, variante des Bugatti Type 50, 51, 53, et 59.

## Historique
Cette voiture de Grand Prix automobile catégorie 5 litres de cylindrée est une variante des Bugatti Type 51 (catégorie 1,5 à 2,3 litres de cylindrée) et Bugatti Type 50 routière de 200 ch, dont elle reprend le châssis-moteur Type 50B de 8 cylindres en ligne DACT 16 soupapes, suralimenté à compresseur Roots et double carburateur Zénith de 300 ch (ou 450 ch avec de l'éthanol).

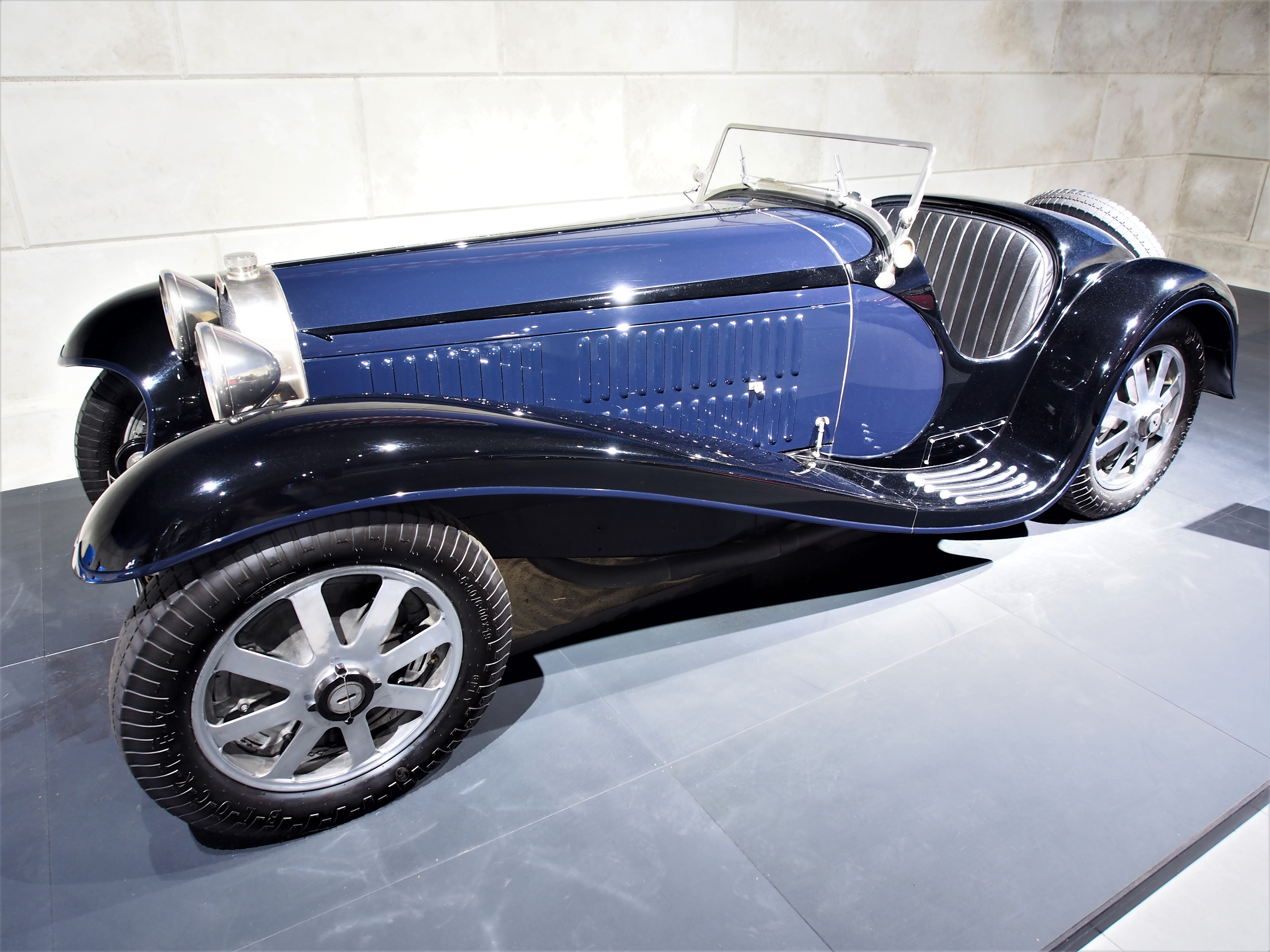
Version routière roadster (1932)
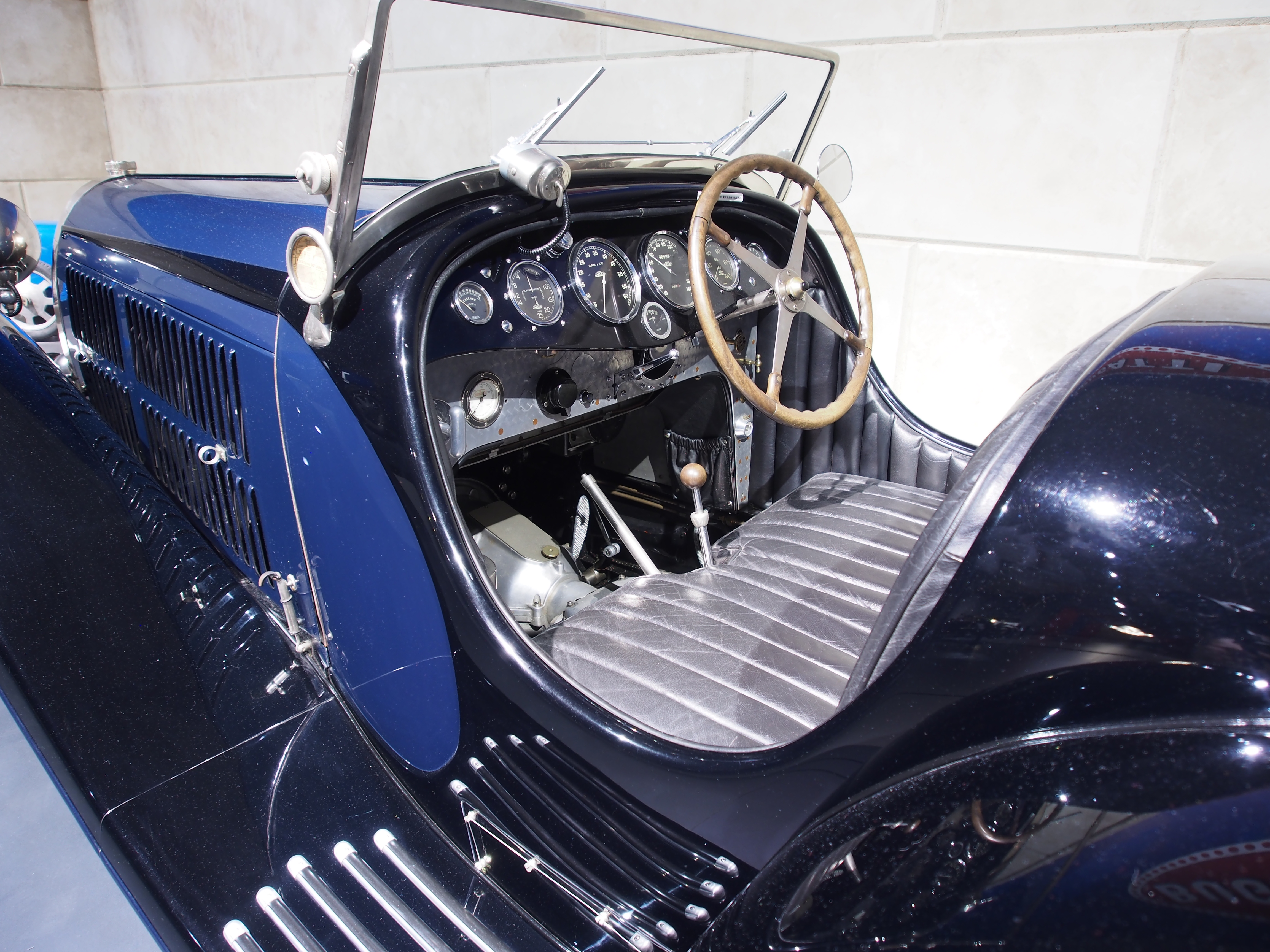
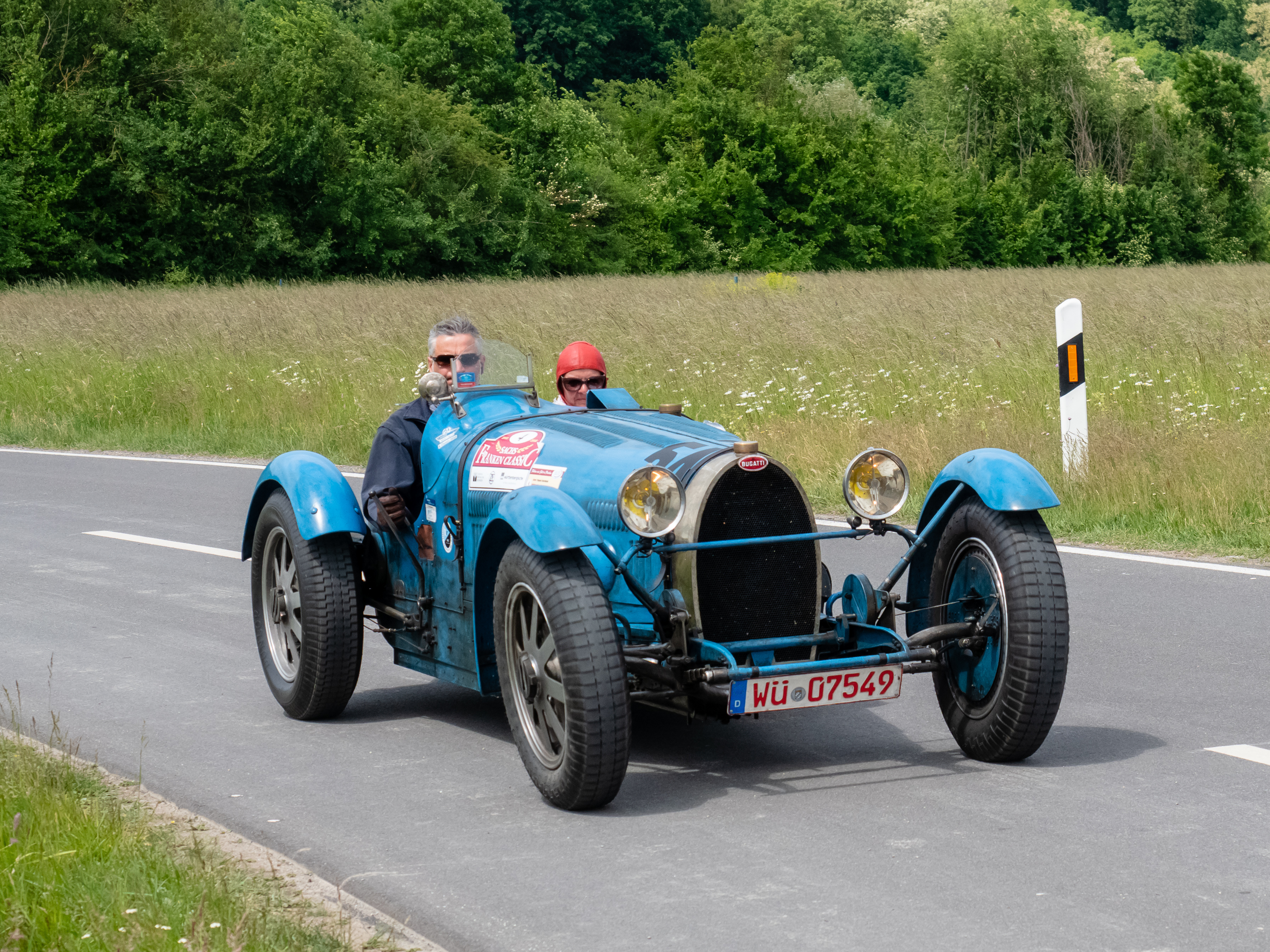

Elle commence sa carrière au Grand Prix automobile de Monza 1931, dont elle remporte les 3e et 7e places avec Achille Varzi et Louis Chiron, avec des Maserati 8C, Alfa Romeo Tipo A et Bugatti Type 51 pour principales rivales.
La Bugatti Type 53 est une variante expérimentale à transmission intégrale de course de côte.
La Bugatti Type 59 lui succède en 1933.

## Palmarès partiel
- 1931 : 3e et 7e du Grand Prix automobile de Monza 1931, avec Achille Varzi et Louis Chiron.
- 1932 : 5e et 6e du Grand Prix automobile de Monza 1932, avec Achille Varzi et Louis Chiron.
- 1932 : 9e du Grand Prix automobile de France 1932, avec Francis Curzon.
- 1932 : victoire de la course de côte Nice - La Turbie, avec Jean-Pierre Wimille.
- 1932 : victoire du Grand Prix automobile du Maroc, et 2e du Grand Prix automobile de Tunisie 1932, avec Marcel Lehoux.
- 1933 : victoire du British Empire Trophy, avec Stanisław Czaykowski.
- 1933 : victoire du Grand Prix automobile de La Baule, avec William Grover-Williams.
- 1933 : victoire et 2e de l'Avusrennen 1933, avec Achille Varzi et Stanisław Czaykowski.